# Gerald Halpin
Gerald Halpin (30 de diciembre de 1899-9 de junio de 1944) fue un deportista australiano que compitió en ciclismo en la modalidad de pista. Ganó una medalla de bronce en el Campeonato Mundial de Ciclismo en Pista de 1920, en la prueba de velocidad individual.

## Medallero internacional
| Campeonato Mundial | Campeonato Mundial | Campeonato Mundial | Campeonato Mundial       |
| Año                | Lugar              | Medalla            | Competición              |
| ------------------ | ------------------ | ------------------ | ------------------------ |
| 1920               | Amberes (Bélgica)  | Medalla de bronce  | Velocidad individual (A) |